# David Lee Roth
David Lee Roth (ur. 10 października 1954 w Bloomington) – amerykański wokalista, aktor, muzyk i kompozytor, znany z występów w grupie muzycznej Van Halen oraz współpracy z takimi muzykami jak Steve Vai, Jason Becker czy Eddie Van Halen.
W 2006 piosenkarz został sklasyfikowany na 19. miejscu listy 100 najlepszych wokalistów wszech czasów według czasopisma Hit Parader. Z kolei w 2009 został sklasyfikowany na 9. miejscu listy 50 najlepszych heavymetalowych frontmanów wszech czasów według wytwórni muzycznej Roadrunner Records.

## Życiorys

### Wczesne lata
Urodził się w Bloomington, w stanie Indiana w żydowskiej rodzinie jako syn nauczycielki Sibyl Roth i okulisty Nathana Rotha. Dorastał wraz z dwiema siostrami – Allison i Lisą. Jego ojciec zarabiał miliony za pośrednictwem swojej praktyki lekarskiej oraz w nieruchomościach.
Kiedy miał siedem lat, jego ojciec zapoznał go z twórczością Ala Jolsona, a w wieku ośmiu lat w radiu zaczął słuchać śpiewu Raya Charlesa. Letnie wizyty wuja Manny, właściciela Greenwich Village Cafe Wha, miały również wpływ na jego karierę muzyczną, pozwalały mu zobaczyć wielu wykonawców i uczestniczyć w koncertach na żywo. Po ukończeniu John Muir High School, naukę kontynuował w Pasadena City College i The Webb Schools.

### Kariera
Jako nastolatek wraz z rodziną przeniósł się do Kalifornii. W Pasadenie w stanie Kalifornia, północnego przedmieścia Los Angeles, zaczął występować zarówno jako wokalista solowy jak również jako członek lokalnego zespołu rockowego The Red Ball Jets. Po pewnym czasie, bracia – gitarzysta Eddie Van Halen i perkusista Alex Van Halen – przekonali Davida, aby ten wstąpił do ich zespołu. Roth się zgodził i tak został uformowany zespół Mammoth. Następnie do zespołu zwerbowano Michaela Anthony'ego – basistę i wokalistę zespołu Snake, pochodzącego z Chicago. W 1974 zakończył się początkowy etap formowania składu zespołu, grupa zmieniła nazwę na Van Halen i nieustannie koncertowała. Podczas czterech miesięcy pobytu w Starwood Club, Rothem zainteresował się Gene Simmons; wsparł zespół w produkcji taśmy demo i ostatecznie pozwolił na kontrakt z Warner Bros.
W 1978 pierwszy album Van Halen okazał się wielkim sukcesem. W ciągu następnych sześciu lat, Roth z Van Halen wypuścił serię coraz bardziej popularnych albumów: Van Halen II (1979), a następnie Women and Children First (1980), Fair Warning (1981), Diver Down (1982) i wreszcie kulminacją 1984. Po jedenastu latach – 1 kwietnia 1985 Roth oficjalnie rozstał się z kolegami z zespołu. W czerwcu 1996, Roth na krótki czas związał z Van Halen i nagrał dwie nowe piosenki na album Best of Vol. 1 – „Can't Get This Stuff No More” i „Me Wise Magic”.
W 2020 powrócił do koncertowania. 

## Nagrody i nominacje
| Rok  | Nagroda                | Kategoria                                        | Tytuł                              | Rezultat  |
| ---- | ---------------------- | ------------------------------------------------ | ---------------------------------- | --------- |
| 1985 | MTV Video Music Awards | Wideoklip roku                                   | „Just A Gigolo/I Ain't Got Nobody” | Nominacja |
| 1985 | MTV Video Music Awards | Najlepsze męskie wideo                           | „Just A Gigolo/I Ain't Got Nobody” | Nominacja |
| 1985 | MTV Video Music Awards | Wybór widzów                                     | „Just A Gigolo/I Ain't Got Nobody” | Nominacja |
| 1985 | MTV Video Music Awards | Najlepsza koncepcja wideo                        | „Just A Gigolo/I Ain't Got Nobody” | Nominacja |
| 1985 | MTV Video Music Awards | Występ ogólny w teledysku                        | „Just A Gigolo/I Ain't Got Nobody” | Nominacja |
| 1985 | MTV Video Music Awards | Wideoklip roku                                   | „California Girls”                 | Nominacja |
| 1985 | MTV Video Music Awards | Najlepsze męskie wideo                           | „California Girls”                 | Nominacja |
| 1985 | MTV Video Music Awards | Wybór widzów                                     | „California Girls”                 | Nominacja |
| 1987 | American Music Award   | Ulubiony Artysta Pop/Rock                        | –                                  | Nominacja |
| 2009 | MTV Video Music Awards | Najlepsze Wideo (That Should Have Won a Moonman) | „California Girls”                 | Nominacja |

## Publikacje
- Crazy from the Heat, 2000, Vintage/Ebury, ISBN 978-0-09-187480-3

## Dyskografia

### Van Halen
- Van Halen (1978)
- Van Halen II (1979)
- Women and Children First (1980)
- Fair Warning (1981)
- Diver Down (1982)
- 1984 (1984)
- Best of Volume I (1996)
- The Best of Both Worlds (2004)
- A Different Kind of Truth (2012)

### Albumy solowe
- Crazy from the Heat (EP, 1985)
- Eat 'Em and Smile (1986)
- Skyscraper (1988)
- A Little Ain't Enough (1991)
- Your Filthy Little Mouth (1994)
- The Best (1997)
- DLR Band (1998)
- Diamond Dave (2003)